# 4152-es mellékút (Magyarország)
A 4152-es számú mellékút egy közel 7 kilométer hosszú, négy számjegyű országos közút Szabolcs-Szatmár-Bereg vármegye területén; Fényeslitke és Komoró településeket köti össze részint egymással, részint a belterületeiket keletről elkerülő 4145-ös úttal.

## Nyomvonala
Fényeslitke délkeleti külterületén ágazik ki a 4145-ös útból, kevéssel annak 11. kilométere után, nyugat felé. Nagyjából fél kilométer után keresztezi a Budapest–Záhony-vasútvonal vágányait, majd belép a település belterületére, ahol Kossuth utca lesz a neve, immár északnyugati irányban húzódva. 1,2 kilométer után kiágazik belőle nyugat-délnyugati irányban a 41 144-es számú mellékút, amely a 4-es főúttal és a Dögére vezető 3839-es úttal köti össze Fényeslitke déli részét, majd északabbi irányt vesz. Néhány száz méterrel ezután, a település központjában újabb elágazása következik, ott a 41 307-es számú mellékút ágazik ki belőle délkelet felé, Fényeslitke vasútállomás kiszolgálására.
Bő 3,3 kilométer megtételét követően az út elhagyja Fényeslitke utolsó házait, 3,6 kilométer után a nyomvonala (ismeretlen módon) újra keresztezi a vasutat, 4,6 kilométer után pedig átlép a következő település, Komoró területére. Az 5. kilométere után elhalad egy közúti felüljáró alatt – ezen a fényeslitkei ipari park térségét a 4-es főúttal összekötő 41 145-ös számú mellékút vezet –, majd 5,4 kilométer után eléri Komoró belterületének déli szélét. E községben az Ungvári utca nevet viseli, a 6. kilométere táján újból kiágazik belőle egy út (a 38 142-es) a 4-es főút, illetve a község északnyugati része irányába; nem sokkal ezután pedig véget is ér, visszatorkollva a 4145-ös útba, annak a 16,900-as kilométerszelvénye közelében.
Teljes hossza, az országos közutak térképes nyilvántartását szolgáló kira.gov.hu adatbázisa szerint 6,611 kilométer.

## Települések az út mentén
- Fényeslitke
- Komoró

## Története
1934-ben a kereskedelem- és közlekedésügyi miniszter 70 846/1934. számú rendelete értelmében másodrendű főútként a Berettyóújfalu-Záhony közti 36-es főút része volt. Később a térség főútjait részlegesen átszámozták, ami után a 4-es főút része lett.